# 시리아 내전의 주변국 확산
시리아 내전의 주변국 확산은 아랍권을 비롯한 세계 각지에서 일어나는 시리아 내전의 여파이다. 아랍의 봄의 첫 시위 이래로 시리아 내전이 점점 더 격렬해짐에 따라, 시리아 내전은 아랍의 두 강대국인 터키와 이란의 대리 전쟁의 양상을 보였고 아랍 전체의 지역 분쟁으로 확장될 위험이 있었다. 지역 분쟁은 살라프파 성전주의 무장단체인 ISIL이 등장하면서 확인되었다. 2013년 이후 시리아에 영토를 확보한 이후, ISIL은 이라크 영토를 공격해 내전을 유발했다. 이후 시리아 내의 테러 단체들이 유럽으로 가는
난민으로 위장해 테러를 일으키기도 하고, ISIL이 아부 사야프나 보코 하람 같은 해외 무장단체들의 충성을 받아내며 다른 지역에서도 활동하면서 시리아 내전의 여파가 여러 지역으로 확산되었다.

## 이라크
2012년 동안 이라크 정부는 시리아 국경으로 넘어가는 수니파 및 살라프파 무장단체들을 모른 채 했다. 그러나 알카에다와 연계된 살라프파 무장단체들이 아크샤트에서 비무장한 시리아 병사들을 매복해 공격하였다. 2013년 5월 이라크 육군이 무장단체를 섬멸하기 위해 시행한 샤바 작전이 실패로 끝났다. 이후 안바르 주가 전투 지역이 되었고, 2014년 4월 이라크-시리아 국경지대 공습은 2014년 6월 ISIL의 이라크 북부 공세로 인해 쓸모가 없었다. 이후 이라크 내의 전쟁은 바그다드 북쪽을 비롯한 전 지역으로 확장되었다. 이에 대응하기 위해 이란이 쿠드스군을 파견하고 미국 주도의 연합군이 개입하면서 전쟁은 전면전으로 확대되었다.

### 이라크-시리아 국경지대
아카샤트 매복은 이라크군이 엄폐하는 시리아 육군 수송대에 맞서 수니파 무장단체가 2013년 3월 4일 수행한 매복 작전이었다. 시리아군은 이라크의 국경 지역인 안바르 주를 가로지르고 있었다. 3월 11일 이라크 이슬람 국가는 아카샤트 매복이 자신들의 소행이라고 밝혔다. 51명의 시리아군이 이 매복에서 사망했다.

2014년 1월, 이슬람 국가는 이라크와 시리아 영토 대부분을 차지했고, 시리아 내전은 다국적 전쟁으로 성격이 변하게 되었다. 2016년 6월, 미국이 지원하는 시리아 신군은 이라크와의 국경 지대인 부카말을 ISIL로부터 탈환했다. 이 지역은 동부 시리아에서 이라크로 넘어가는 주요 교통로였다. 그러나 ISIL은 반격을 개시해 부크말을 다시 점령했고, 시리아 신군은 많은 사상자가 발생했다.
2017년 5월 10일, ISIL은 부크말을 비롯한 시리아-이라크 연결 도로망을 점령하고 있었다. ISIL은 추가적으로 왈레드-타니프 국경초소에 공격을 개시했고, 모술 서부 지역에도 공격을 감행했다. 2017년 5월 시리아군은 시리아 사막에서 공세를 개시해 자유 시리아군과 ISIL로부터 시리아 동남쪽의 국경지역을 탈환했다.

## 레바논
시리아 내전은 북부 레바논에서 시리아 정부 반대파와 지지파의 종파 분쟁, 그리고 수니파와 시아파 사이의 충돌을 야기했다. 반군과 정부군 사이의 분쟁은 때때로 레바논으로 확산되기도 했다. 시리아 공군은 레바논 내에 위치한 공습을 수행했고, 반군은 헤즈볼라 목표들에 대해 다연장포를 발사했다. 수니파 셰이크인 아흐메트 알사시르 지지자들과 레바논 군대 사이의 분쟁은 15명의 사망자를 발생시키기도 했다.

### 레바논-시리아 국경
2012년 여름 초, 헤즈볼라 병사 2명이 레바논 영토에 있던 시리아 반군과의 교전 중 전사했다. 9월 17일 시리아 전투기가 3대의 미사일을 아살 북쪽 레바논 영토의 국경 지대에 발사했다. 이들은 시리아 반군을 추적한 것으로 추정되었다. 이로 인해 레바논 대통령 미셸 아운이 조사를 착수했고, 사건에 대해 시리아 정부를 비난하지는 않았다.
2012년 9월 22일, 자유 시리아군의 무장단체들이 아살 근처의 전초 기지에 공격을 가했다. 이는 두 번째 침입이었다. 레바논군의 공격으로 자유 시리아군은 고지군으로 쫓겨났고, 지역을 확보하기 위해 추가 병력이 파견되었다. 미셸 술레이만은 군이 취한 활동을 "다른 지역의 분쟁으로부터 중립을 유지하기 위한" 레바논의 입장을 고수한 것이라고 밝혔다. 시리아는 레바논 국경 지대에 숨어든 반군들에 대해 적극적인 수색 및 분쇄 활동을 요구했다.
2012년 10월 11일 마사리 알카아 지역에 시리아군이 발사한 4대의 포탄이 떨어졌다. 2012년 10월 하산 나스랄라는 시리아 육군과 헤즈볼라 전투원들이 함께 싸우지 않았다고 부인하며, 시리아에 거주하는 레바논인들이 자유 시리아군으로부터 거주 마을을 지킨 것이라고 주장했다.
2014년 8월, 시리아 공군은 레바논 쪽 국경 지역을 폭격했다. 그 해 12월, 그들은 시리아 반군 시설 추정되는 아살 북서쪽에 유도 폭탄을 투하했다.

### 레바논 vs. ISIL 및 알누스라 전선
2014년 6월 초, 헤즈볼라는 이슬람 무장단체들과 레바논 국경지대에서 전투를 벌였다. 이슬람 단체들은 이전부터 레바논으로 건너와 레바논 전역에서 전면전을 치르려고 했다. 2014년 8월 2일부터 8월 5일까지 레바논군은 아살에서 시리아 사수들과 충돌했고 100명 이상의 사상자가 양측에서 발생했다. 2014년 8월 21일, 알누스라 전선이 아살과 베카 계곡의 파이카 지역으로 침투했다. 헤즈볼라는 이들과 전투를 치른 후 7명의 전투원이 사망했고, 32명의 시리아 테러리스트들도 나헬라에서 사망했다.
인질들은 아살 전투 동안 시리아로 돌려 보내졌다. 무의미한 협상 이후 레바논 내각은 2014년 9월 4일, 인질들을 해방하기 위해 시리아 지역으로 침공하는 것에 대해 투표했다. 10월 초, 알누스라 전선과 ISIL이 연합해 레바논을 다시 침공하려 했으나 헤즈볼라가 이들을 격퇴했다. 2015년 1월에도 알누스라 전선은 ISIL과 연계해 공격을 수행했지만 실패로 끝났다. 결국 전투가 무의미하게 반복되자 알누스라 전선과 레바논군의 포로가 상호 교환되었다.

### 헤즈볼라 vs. ISIL
2015년 6월 헤즈볼라는 자신들이 ISIL과의 주요 전투에 참여하고 있다고 밝혔다. 그들은 ISIL이 레바논을 침공해 동부 영토를 포위했다고 밝혔다. 2017년 7월 21일, 헤즈볼라는 시리아 육군과 함께 포위된 영토를 향해 공세를 감행했다. 2017년 7월 22일, 헤즈볼라는 공식 발표에서 포위된 영토의 몇몇 거점을 탈환했다고 주장했다. 2017년 8월 28일, 시리아 육군과 레바논군, 헤즈볼라는 합동 공세를 통해 국경 지역에 주둔하고 있던 자유 시리아군 소속 무장단체와, 레반트 자유인민위원회, ISIL의 항복을 받아내 내전 발발 6년 만에 국경지역을 완전히 확보했다.

## 요르단
375 km에 달하는 시리아-요르단 국경선에서도 여러 사건이 발생했다. 요르단은 2014년 9월까지 약 60만 명의 시리아 난민들을 등록했지만, 요르단 공식 자료에 따르면 시리아 난민 수는 140만 명에 달하는 것으로 알려졌다.
시리아의 다라를 목표로 한 중포격이 요르단 국경 지역에 간헐적으로 떨어졌지만, 이로 인한 피해가 심각하지는 않았다. 그러나 시리아 내전 중 요르단 국경 정찰대와의 교전으로 인해 사망하거나 부상을 입은 무장 남성들은 상대적으로 많았다.
2014년 4월, 요르단 공군은 시리아로 불법적으로 넘어가려는 병사들을 향해 공습을 개시했다. 그 이후로 요르단으로 무장 단원들이 침투하는 것이 증가하게 되었다. 이러한 사건들 중 일부는 지하디스트가 되어 돌아오는 요르단 국민들이 시리아로 잠시 동안 건너가서 전투를 벌이다가 여러 이유로 이내 집으로 돌아오는 경우가 포함된다. 보고에 따르면 2,000명 이상의 요르단 국민들이 지하디스트가 되어 시리아로 넘어간다고 밝혀졌다.
2016년 1월 23일, 요르단군 대변인이 36명의 무장 남성들이 국경으로 침투하여 요르단 국경 정찰대와 교전을 벌였고, 12명이 사망하고 나머지는 시리아로 돌아갔다고 밝혔다. 요르단 정찰대는 2,000,000개의 약품을 발견했다. 대변인은 "요르단 정부는 침투 시도를 용납하지 않을 것이며 요르단 국가 안보를 침해하는 자는 누구든지 강력한 공격으로 물리칠 것이다."라고 대답했다. 2016년 1월 25일, 2명의 무장 남성이 국경 침투를 시도하던 중 사망했다. 이들 또한 240만 톤의 캡타곤 알약을 손바닥만한 가방 2,600개에 담아온 것으로 밝혀졌다.

## 이스라엘 국경 지역
2012년 9월 25일, 이스라엘 점령 지역인 골란고원으로 박격포 포격이 이루어져 국경 철조망과 인접한 개활지에 포탄이 낙하했다 전반적으로 10월부터 11월 초까지 몇몇 시리아 박격포 및 경포가 골란고원에 포격을 가했다. 11월 3일, 3대의 시리아 전차가 골란고원 중부의 비무장 지대에 들어왔고, 이 지경에 수많은 박격포 포격이 가해졌다. 11월 5일, 이스라엘 군 지프가 국경을 시찰하던 중 시리아 군의 총격으로 피해를 입었다. 11월 11일 시리아 120mm 박격포가 동부 골란고원에 맞았고, 이스라엘군이 전자대전차미사일을 시리아 박격포 요원들 쪽으로 발사했다. 11월 12일, 시리아 박격포 사격이 골란고원을 강타했고 국경 지역으로 파견된 이스라엘 전차들이 반격을 개시했다.
2015년 6월 22일부터 이틀간 시리아 반군을 싣고 가던 2대의 구급차가 골란고원의 드루즈 시위자들에 의해 공격을 받았다.

## 같이 보기
- 시리아 내전의 난민
- 유럽의 이슬람 테러리즘
- 사우디아라비아-이란 대리 분쟁
- 진행 중인 군사 분쟁 목록